# 조엘 프라이
조엘 프라이(Joel Fry, 1983년 5월 20일 ~ )는 영국의 배우, 음악가이다.
영국에서 태어났다.

## 출연 작품

### 영화
- 10,000 BC (2008)
- 타마라 드류 (2010)
- 예스터데이 (2019) - 로키 역
- 러브 웨딩 리피트 (2020)
- 크루엘라 (2021)
- 땅속에 (2021)
- 크리스마스로 불리는 소년 (2021)
- Bank of Dave (2023)
- Haunting of the Queen Mary (2023)

### 텔레비전
- 더 빌 (2006, 2009)
- Trollied (2011–2013)
- Plebs (2013-16)
- 왕좌의 게임 (2014-15)
- Death in Paradise (2015)
- Ordinary Lies (2016)
- 우리의 깃발은 곧 죽음 (2022-23)